# Paloma Costa
Paloma Costa Oliveira es una estudiante de derecho, socioambientalista, activista ciclista, educadora climática y activista juvenil brasileña. Es una de los siete líderes climáticos jóvenes (de 18 a 28 años) nombrados por el Secretario General de las Naciones Unidas, António Guterres, para un Grupo Asesor de Jóvenes sobre la acción global para abordar la crisis climática y evitar el cambio climático.

## Activismo
En 2019, junto a la activista Greta Thunberg, Paloma pronunció un discurso en la inauguración de la Cumbre de Acción Climática, en la ciudad de Nueva York. El discurso generó críticas por su declaración de que "No necesitamos oraciones, necesitamos acción", que algunos entendieron como poco religiosa.  'Mi punto', aclaró, 'es que de nada sirve seguir publicando #prayforamazonia en Twitter, sin dejar de comer la carne que proviene de la deforestación'. Costa se sintió positiva sobre la experiencia, pero decepcionada en general: "Casi no hay compromiso ... nada realmente me tocó el corazón". Informó haber hablado brevemente con Angela Merkel y Michelle Bachelet, mientras que ningún representante de la administración Bolsonaro de su propio país estaría dispuesto a entretenerla para conversar.
En una entrevista, Costa declara que 'no por todo el dinero del mundo' trabajaría para una empresa que facilita la deforestación en la Amazonía. Además, decidió dejar de comer carne tan pronto como se enteró de la relación entre la cadena de suministro de carne y la deforestación. También dice que usa una bicicleta para su viaje diario siempre que puede, así como para ir a fiestas a veces.
Costa es una ex estudiante de intercambio en una universidad chilena y ha sido pasante en la Corte Suprema de Chile. Está asociada con el Instituto Socioambiental, la organización juvenil Engajamundo, proyecto Ciclimáticos, que ella cofundó y el movimiento #FreeTheFuture.